# HotSauce
HotSauce, vorher bekannt als Project X, ist eine Mitte der 1990er Jahre bei Apple entwickelte Software zur dreidimensionalen Visualisierung von Webseiten. Anhand des Datenformats Meta Content Format wurden in einer WWW-Seite enthaltene HTML-Verweise in Baumform in einem dreidimensionalen Guckkasten dargestellt. Durch Klicken auf die Verweise konnte man zu der Seite gelangen, deren Adresse man angeklickt hatte.
Hotsauce wurde realisiert über ein Erweiterungsmodul für WWW-Browser, das für 68K-, PowerMacintosh- und Windows-Rechner angeboten wurde.
Bald nach der Vorstellung der Technik bekundete Netscape Interesse und sagte Unterstützung des Formats zu. Netscape plante die Unterstützung in seinem eigenen Projekt Constellation. Innerhalb kurzer Zeit stellten hunderte großer Angebote im Internet Meta-Informationen im Meta-Content-Format zur Verfügung, darunter Yahoo!. Trotzdem stellte Apple 1997, kurz nachdem Steve Jobs zu dem Unternehmen zurückgekehrt war, die Weiterentwicklung des Projekts ein.
HotSauce gilt heute als frühe Machbarkeitsstudie für einen 3D-Finder für das Macintosh-Betriebssystem Mac OS.